# 乳白海兔螺
乳白海兔螺（学名：Calpurnus lacteus semistriatus），又名半紋翁螺，是中腹足目海兔螺科玉兔螺属的一种。主要分布于日本、菲律宾、台湾、海南岛、西沙群岛等地，多生活于暖水浅海。该物种的模式产地在日本紀伊半島周邊海域。